# Bullmark
La Bullmark (ブルマァク) (indicata informalmente anche come Bull) è una casa produttrice di giocattoli giapponese, che una volta aveva sede a Nishi-Asakusa, Taito-ku, Tokyo.
Il logo ha la forma di un toro e le suole di ciascuna delle mostruose bambole dell'azienda avevano una "incisione del toro" (Bullmark), che funge da verifica dell'autenticità. Il marchio ("logo") di questo "Bullmark" è ancora di proprietà di uno dei fondatori, Saburo Ishizuki. Nel 2008, ha fondato "Bullmark Co., Ltd. (nuova società)" a Kohinata, Bunkyo-ku, Tokyo, e ha ripreso la sua attività. Dal 2009 si occupa di affari vendendo solo prodotti Bullmark per posta.

## Storia
La Bullmark è nata nel 1969 dalle ceneri della pionieristica Marusan. È famosa per i giocattoli in PVC prodotti negli anni sessanta e settanta del genere kaijū e tokusatsu, come Godzilla, Ultraman e il rarissimo Daibaron Deluxe, oggi molto ricercati dai collezionisti. Le taglie erano tre: mini (3-4 pollici), standard (8-9 pollici) e gigante (12 pollici o più).
Alla metà degli anni settanta, la moda dei modellini di mostri in vinile appassì. In un tentativo di ripensare la propria linea produttiva, la Bullmark inventò il brand Mecha Machine, integrando i modellini con dispositivi lanciamissili e calamite per "catturare" modellini di automobili.
Nel 1973, la Bullmark avviò la produzione di modellini costruiti per pressofusione, con il brand Zinclon.
Chiusa la Bullmark nel 1977, il fondatore Saburo Ishizuki si dedicò alla sussidiaria Ark, rendendola una casa indipendente.
Negli anni novanta, Ishizuki collaborò con le case M-1 (M-Ichigo) e Bandai per la riproduzione di molti classici articoli in vinile della Bullmark.
Il marchio è stato riportato in vita da Ishizuki nel 2009, con il supporto della M-1.